# Vallon-Pont-d'Arc
Vallon-Pont-d'Arc é uma comuna francesa na região administrativa de Auvérnia-Ródano-Alpes, no departamento de Ardèche. Estende-se por uma área de 28,62 km². Em 2010 a comuna tinha 2 436 habitantes (densidade: 85,1 hab./km²).